# トレンティーノ・バレー
トレンティーノ・バレー（Trentino Volley）は、イタリア・トレントを本拠地とする男子バレーボールクラブチーム。総称はエナジーT.I. ディアテック・トレンティーノ（Energy T.I. Diatec Trentino）。通称はトレント。

## 名称
スポンサー名込みの総称および通称
- 2000-2001年　Itas Gruppo Diatec Trentino（トレント）
- 2001-2002年　Itas Diatec Trentino（トレント）
- 2002-2003年　Itas Grundig Trentino（トレント）
- 2003-2013年　Itas Diatec Trentino（トレント）
- 2013-2014年　Diatec Trentino（トレント）
- 2014-2015年　Energy T.I. Diatec Trentino（トレント）

## 歴史
2000年、ITAS BTB メッツォロンバルド（メッツォロンバルド・バレー）の配下から、トレンティーノ・バレーSpAが創設。当時、財政上の問題を抱えていたラヴェンナから権利を買い取り、トレントはセリエA1へ参入、A2のメッツォロンバルドはセリエCへ降格した。
2001年、1年目のレギュラーシーズンを10位で終える。2004年にレギュラーシーズンを1位で終えたものの、プレーオフ・クオーターファイナルでペルージャに敗退。2006年はセミファイナルでトレヴィーゾに屈した。再びレギュラーシーズンを制した2008年、プレーオフを順当に勝ち上がり初のファイナル進出。第3戦でピアチェンツァを破り、リーグ初優勝を飾った。
2009年、欧州チャンピオンズリーグでギリシャのイラクリスを3-1で降し初優勝。リーグ戦も2年連続ファイナル進出を果たしたが、前年と同じ顔合わせとなったピアチェンツァに第5戦で敗れ、準優勝に終わった。同年世界クラブ選手権で初優勝を飾った。
2010年、コッパ・イタリア初優勝。欧州チャンピオンズリーグでロシアのディナモ・モスクワを3-0で降し2連覇を飾った。リーグ戦ではレギュラーシーズンを1位で終えながらプレーオフ・ファイナルでクーネオに敗退した。
2012年、世界クラブ選手権4連覇を達成した。

## 主な成績
セリエA（5）
- 優勝：2008、2011、2013、2015、 2023
- 準優勝：2009、2010、2012

 コッパ・イタリア（3）
- 優勝：2010、2012、2013

 スーペルコッパ・イタリアーナ（2）
- 優勝：2011、2013

 欧州チャンピオンズリーグ（4）
- 優勝：2009、2010、2011、2024

 世界クラブ選手権（5）
- 優勝：2009、2010、2011、2012、2018

## 所属選手所属選手
2024-25シーズン
| 背番号 | 選手名                       | 生年月日               | ポジション |
| ------ | ---------------------------- | ---------------------- | ---------- |
| 2      | アレッサンドロ・ブリストット | 2005年4月8日（20歳）   | OH         |
| 3      | ニコラ・ペサレージ           | 1991年2月11日（34歳）  | L          |
| 4      | ヤン・コツァメルニク         | 1995年12月24日（29歳） | MB         |
| 5      | アレッサンドロ・ミキエレット | 2001年12月5日（23歳）  | OH         |
| 6      | リカルド・スベルトーリ C     | 1998年5月23日（27歳）  | S          |
| 8      | マルコ・ペッラカーニ         | 2004年11月27日（20歳） | MB         |
| 10     | ガブリエル・ガルシア         | 1999年1月8日（26歳）   | OP         |
| 11     | / カミル・リクリッキ         | 1996年11月1日（28歳）  | OP         |
| 12     | ジュリオ・マガリーニ         | 2001年8月14日（23歳）  | OH         |
| 13     | ガブリエレ・ロレンツァーノ   | 2003年6月12日（22歳）  | L          |
| 15     | ダニエレ・ラビア             | 1999年11月4日          | OH         |
| 22     | ベラ・バルサ                 | 2000年10月19日         | MB         |
| 23     | フラビオ・グアルベルト       | 1993年4月22日          | MB         |
| 25     | アレッサンドロ・アッカローネ | 1999年9月20日          | S          |

## 歴代監督
- ブルーノ・バニョーリ
- シルヴァーノ・プランディ

## 歴代所属選手
| - アンドレア・サルトレッティ - ロレンツォ・ベルナルディ - パオロ・トフォリ - マルコ・メオーニ - クリスチャン・サバーニ - エマヌエーレ・ビラレッリ - アンドレア・サーラ - ジャコモ・シンティーニ - マテイ・カジースキ - ウラジミール・ニコロフ - ツヴェタン・ソコロフ | - ニコラ・グルビッチ - ジュラ・メシュテル - スロボダン・ボシュカン - ゴラン・ブエビッチ - イゴール・ブシュロビッチ - アンドレ・ナシメント - アンドレ・エレル - レアンドロ・ヴィソット - ラファエル・ヴィエイラ | - コンスタンチン・ウシャコフ - アレクセイ・カザコフ - イゴール・チュレポフ - スティーブ・ブリンクマン - ウーカシュ・ジガドウォ |

## ユニフォーム
| 2000-03 · ホーム | 2003-08 · ホーム | 2003-09 · アウェイ | 世界クラブ選手権 | 2000-06 · リベロ | 2006-08 · リベロ | 2008-13 · リベロ |  |

| ホーム | アウェイ | リベロ |

## ギャラリー

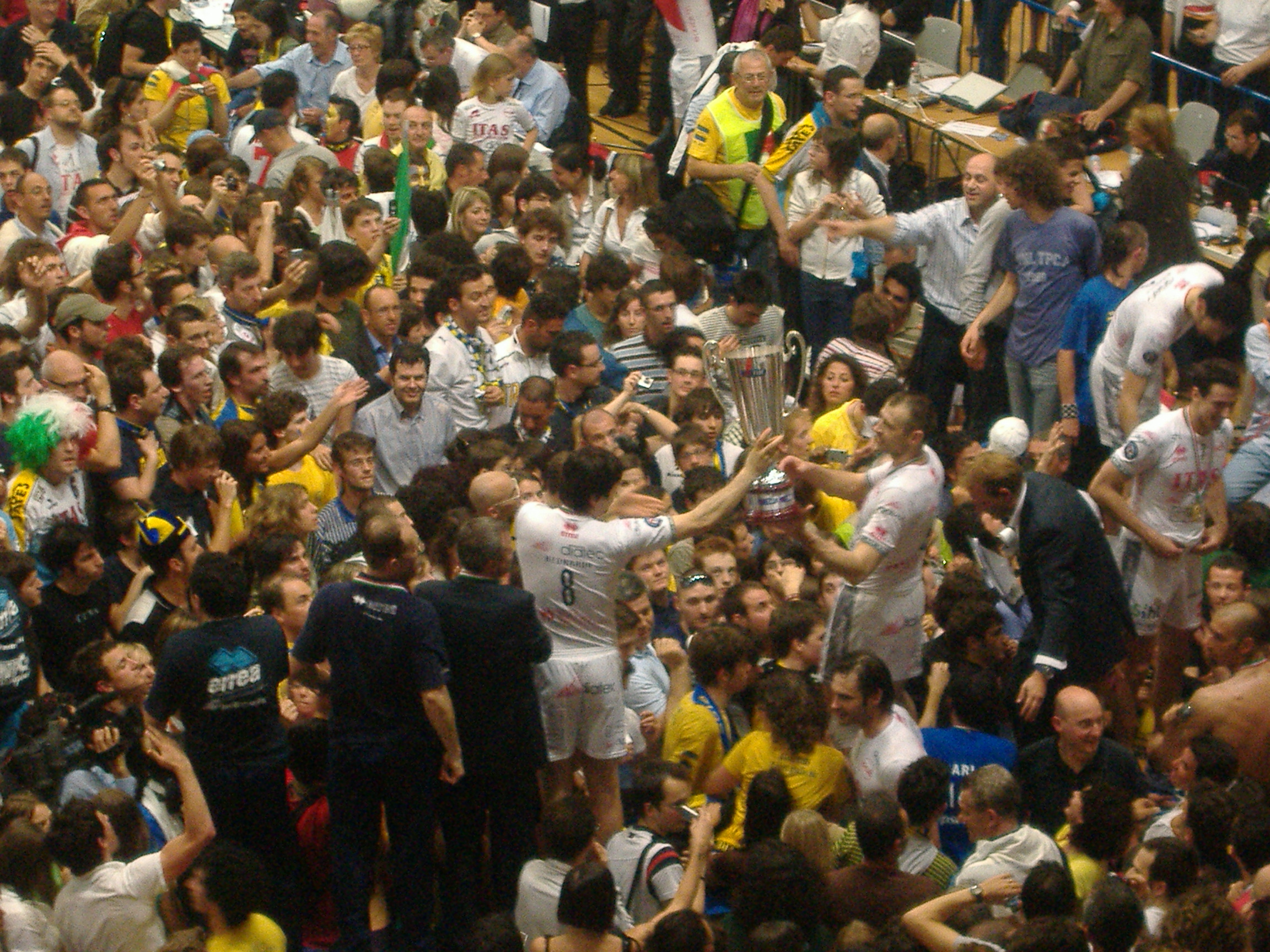
セリエA1 2007-08初優勝
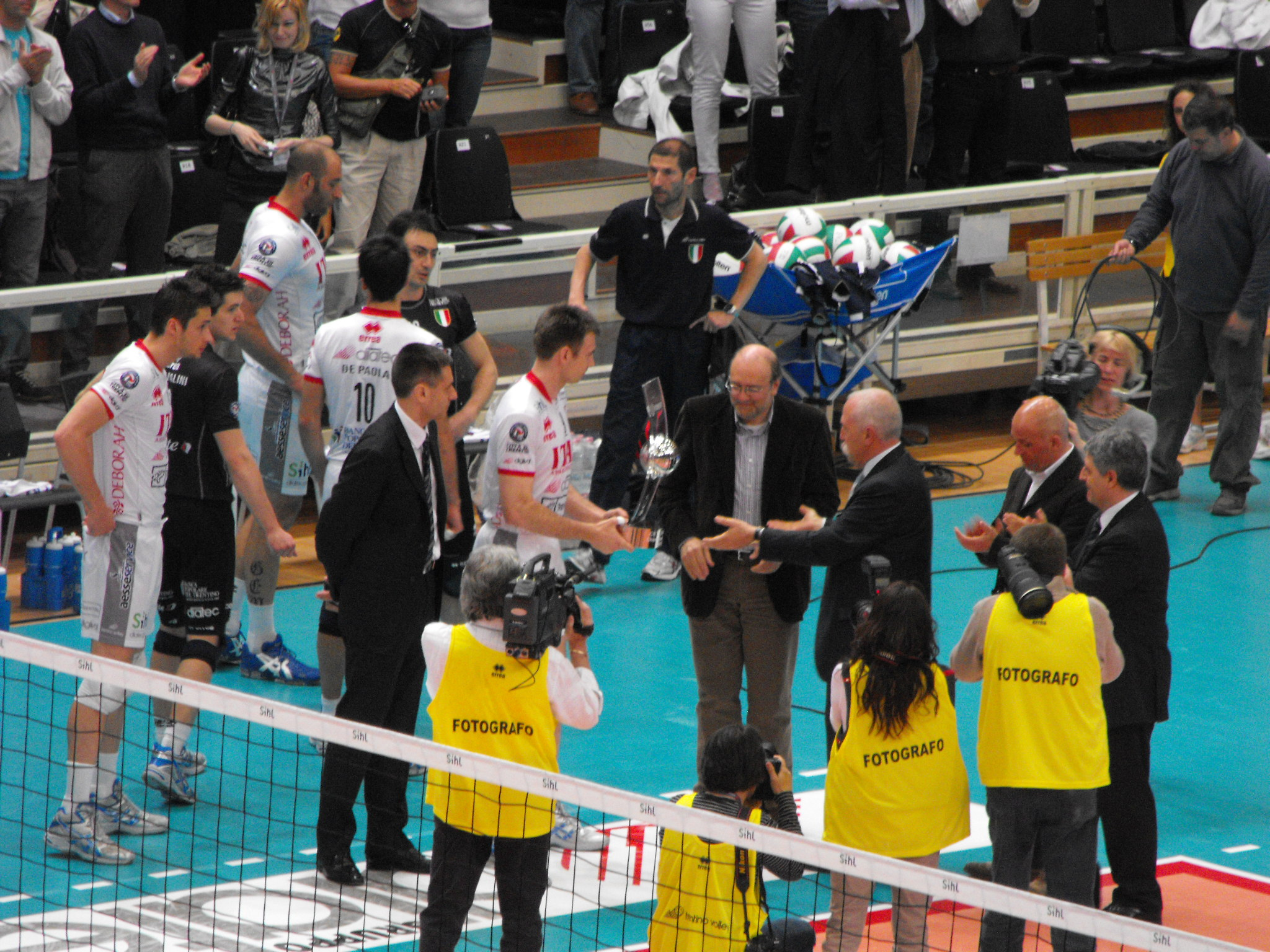
欧州CL 2008-09初優勝
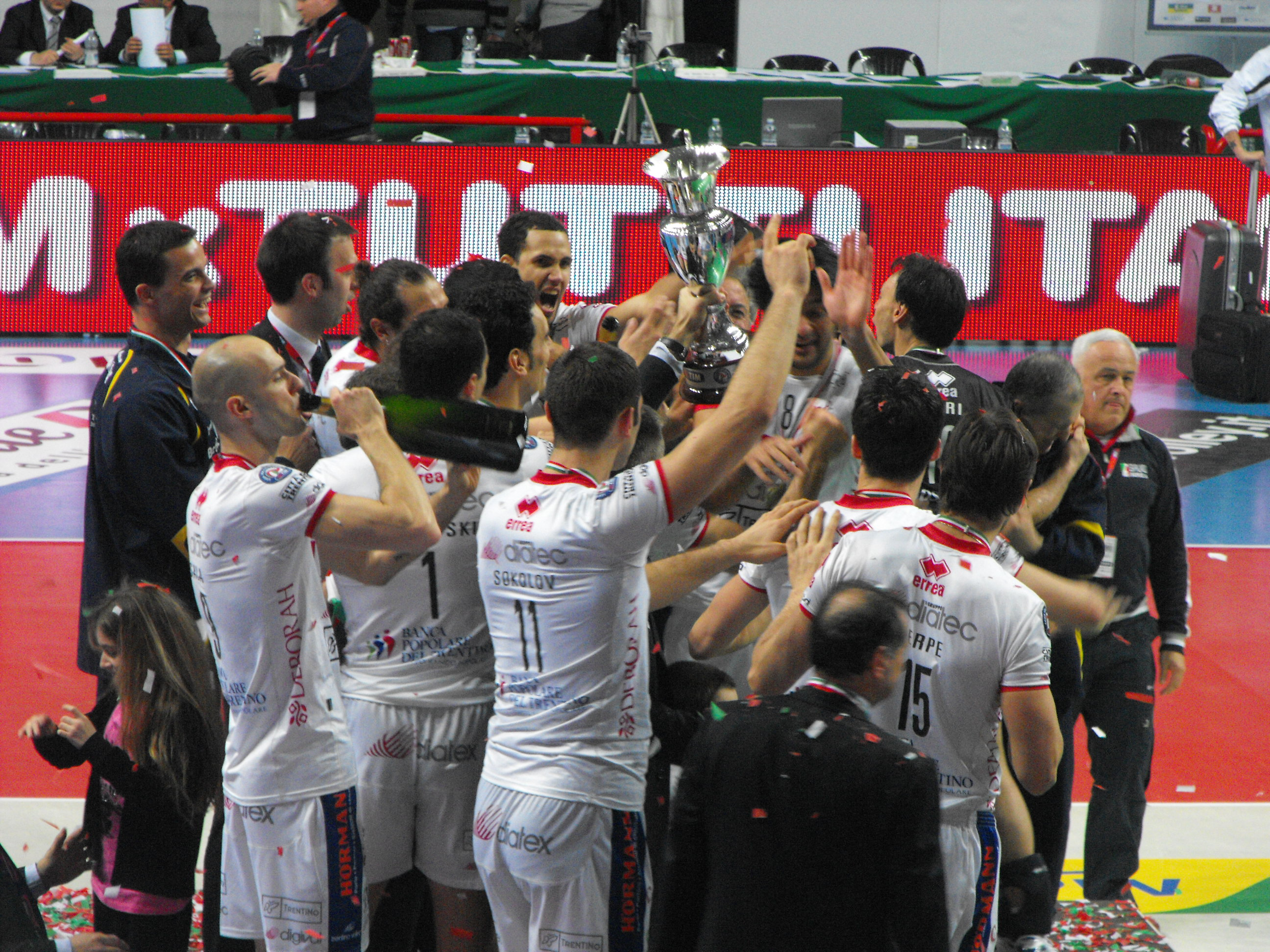
コッパイタリア 2010初優勝
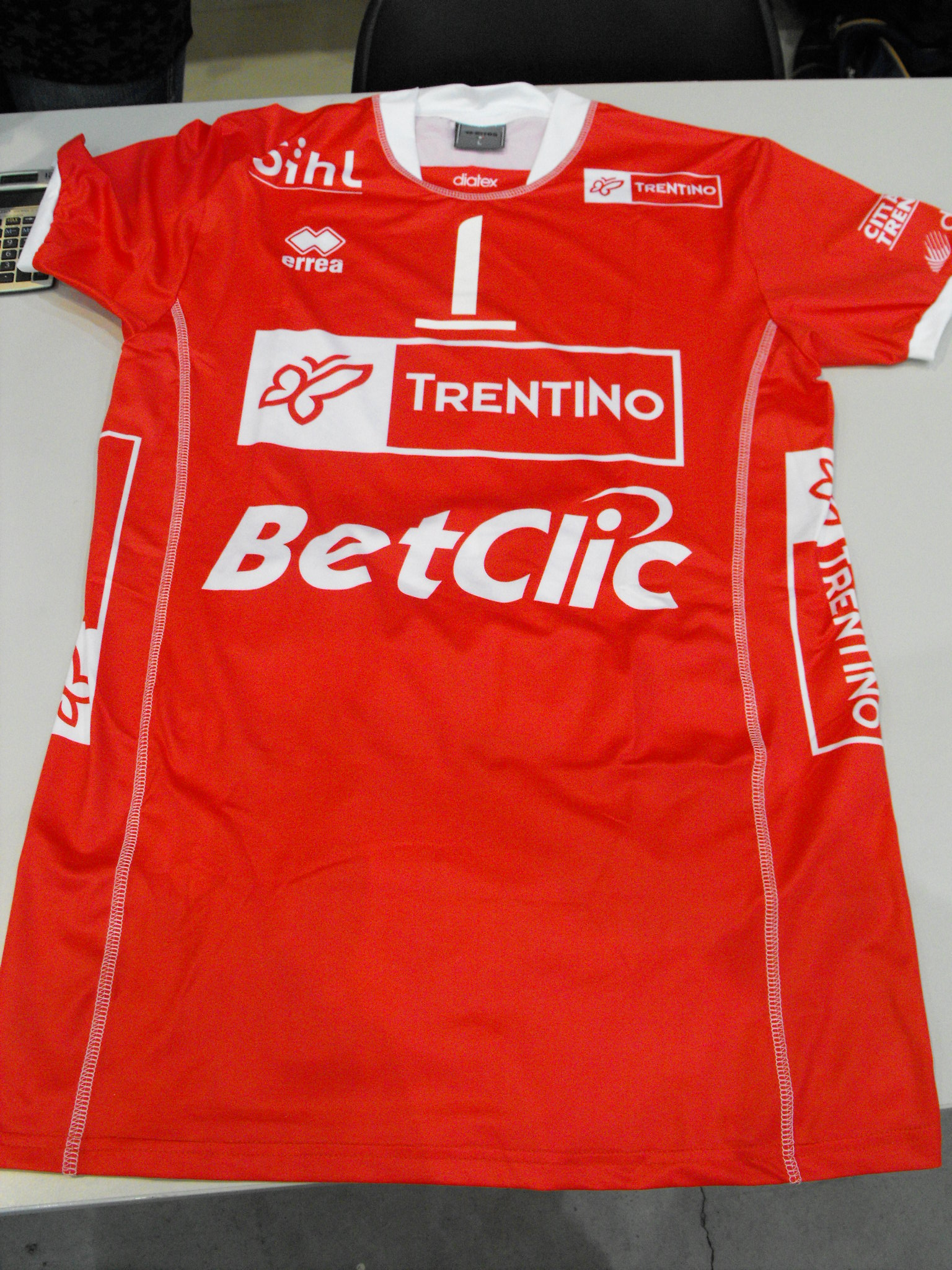
FIVB世界クラブ選手権